# Гродзево
Гро́дзево (укр. Гродзеве) — село в Уманском районе Черкасской области Украины.
Население по переписи 2001 года составляло 757 человек. Почтовый индекс — 20350. Телефонный код — 4744.

## Местный совет
20350, Черкасская обл., Уманский р-н, с. Гродзево, ул. Ленина, 1